# Destacamento 20 de octubre
Destacamento insurgente durante la guerra interna guatemalteca. En los años entre 1960 y 1962 se conformó como un ente independiente, posteriormente incorporándose al frente de las Fuerzas Armadas Rebeldes (FAR)
Sufrió graves perdidas durante operaciones insurgentes a mandos del Coronel Paz Tejada.